# Dodge 330
La 330 è un'autovettura full-size prodotta dalla Dodge dal 1962 al 1964.

## Storia
Basata sul pianale B della Chrysler, era offerta solo in versione berlina due o quattro porte. Derivava dalla Dodge Dart. Il motore offerto di serie era un sei cilindri in linea da 3,7 L di cilindrata. Erano compresi, tra le opzioni, quattro V8 che avevano una cilindrata, rispettivamente, di 5,2 L, 5,9 L, 6,3 L e 7 L. Il propulsore da 6,3 L era disponibile sia in versione con carburatore doppio corpo che in quella con carburatore quadruplo corpo. La 330 aveva il motore installato anteriormente e la trazione posteriore.
Dato che la 330 aveva un equipaggiamento di fascia medio-alta, erano disponibili l'accendisigari, delle imbottiture nell'abitacolo ed i braccioli per i sedili posteriori. Infatti, la 330 si posizionava sopra la Dart, ma sotto le meglio equipaggiate 440 e Polara.
La 330 aveva un passo di 3.022,6 mm ed una lunghezza di 5.285,7 mm. Dal 1965 i modelli full-size della Dodge furono costruiti sul nuovo pianale C della Chrysler, che aveva un passo di 3.073 mm. Con il lancio della nuova piattaforma, sia la 330 che la 440 furono sostituite dalla nuova generazione della Polara.
La Dodge 330 Max Wedge era una versione a due porte del modello, che aveva installato una variante del motore da 7 L dotata di due carburatori quadruplo corpo. Questo propulsore erogava 425 CV. È stata disponibile in entrambi gli anni, e fu ordinata principalmente per impieghi agonistici. Le versioni civili sono infatti molto rare.